# Palma d'Or al millor curtmetratge
La Palma d'Or al millor curtmetratge (francès: Palme d'Or du court métrage) és el premi més important atorgat a un curtmetratge al Festival Internacional de Cinema de Canes. El guanyador és escollit pel mateix jurat que el del Cinéfondation.
De vegades s'ha realitzat una 'Menció Especial' o Premi del Jurat atorgada a altres curtmetratges dignes d'aquell determinat any.

## Guanyadors
La següent llista mostra tots els curtmetratges premiats a Canes en tots els seus anys.
| Any  | Pel·lícula                                                                 | Director                                           | País           |
| ---- | -------------------------------------------------------------------------- | -------------------------------------------------- | -------------- |
| 1946 | (Sense adjudicar)                                                          |                                                    |                |
| 1947 | (Sense adjudicar)                                                          |                                                    |                |
| 1948 | (Festival no celebrat)                                                     |                                                    |                |
| 1949 | (Sense adjudicar)                                                          |                                                    |                |
| 1950 | (Festival no celebrat)                                                     |                                                    |                |
| 1951 | (Sense adjudicar)                                                          |                                                    |                |
| 1952 | (Sense adjudicar)                                                          |                                                    |                |
| 1953 | Crin-Blanc                                                                 | Albert Lamorisse                                   | França         |
| 1954 | (Sense adjudicar)                                                          |                                                    |                |
| 1955 | (Sense adjudicar)                                                          |                                                    |                |
| 1956 | Le Ballon rouge                                                            | Albert Lamorisse                                   | França         |
| 1957 | Scurta istorie                                                             | Ion Popescu-Gopo                                   | Romania        |
| 1958 | (Sense adjudicar)                                                          |                                                    |                |
| 1959 | ex æquo N.Y., N.Y.                                                         | Francis Thompson                                   | Estats Units   |
|      | ex æquo Zmiana warty                                                       | Halina Bielinska i Wlodzimierz Haupe               | Polònia        |
| 1960 | (Sense adjudicar)                                                          |                                                    |                |
| 1961 | La Petite cuillère                                                         | Carlos Vilardebo                                   | França         |
| 1962 | La Rivière du hibou                                                        | Robert Enrico                                      | França         |
| 1963 | ex æquo À fleur d'eau                                                      | Alexander J. Seiler i Rob Gnant                    | Suïssa         |
|      | ex æquo Le Haricot                                                         | Edmond Séchan                                      | França         |
| 1964 | (Sense adjudicar)                                                          |                                                    |                |
| 1965 | Nyitany                                                                    | János Vadász                                       | Hongria        |
| 1966 | Skaterdater                                                                | Noel Black                                         | Estats Units   |
| 1967 | Sky Over Holland                                                           | John Fernhout                                      | Països Baixos  |
| 1968 | (Festival no realitzat per esdeveniments del maig del 68)                  |                                                    |                |
| 1969 | Cîntecele Renasterii                                                       | Mirel Iliesiu                                      | Romania        |
| 1970 | (Sense adjudicar)                                                          |                                                    |                |
| 1971 | (Sense adjudicar)                                                          |                                                    |                |
| 1972 | Le Fusil à lunette                                                         | Jean Chapot                                        | França         |
| 1973 | Balablok                                                                   | Břetislav Pojar                                    | Canadà         |
| 1974 | Ostrov                                                                     | Fiodor Khitruk, Edouard Nazarov i Vladimir Zouïkov | Unió Soviètica |
| 1975 | Lautrec                                                                    | Geoff Dunbar                                       | Regne Unit     |
| 1976 | Metamorphosis                                                              | Barry Greenwald                                    | Canadà         |
| 1977 | Küzdök                                                                     | Marcell Jankovics                                  | Hongria        |
| 1978 | La Traversée de l'Atlantique à la rame                                     | Jean-François Laguionie                            | França         |
| 1979 | Harpya                                                                     | Raoul Servais                                      | Bèlgica        |
| 1980 | Seaside Woman                                                              | Oscar Grillo                                       | Regne Unit     |
| 1981 | Moto perpetuo                                                              | Béla Vajda                                         | Hongria        |
| 1982 | Merlin ou le cours de l'or                                                 | Arthur Joffé                                       | França         |
| 1983 | Je sais que j'ai tort mais demandez à mes copains ils disent la même chose | Pierre Levy                                        | França         |
| 1984 | ex æquo Le Cheval de fer                                                   | Gérald Frydman i Pierre Levie                      | França         |
|      | ex æquo Chiri                                                              | David Takaichvili                                  | Unió Soviètica |
| 1985 | Jenitba                                                                    | Slav Bakalov et Rumen Petkov                       | Bulgària       |
| 1986 | An Exercise in Discipline - Peel                                           | Jane Campion                                       | Austràlia      |
| 1987 | Palisade                                                                   | Laurie McInnes                                     | Austràlia      |
| 1988 | Vykrutasy                                                                  | Garry Bardin                                       | Unió Soviètica |
| 1989 | 50 ans                                                                     | Gilles Carle                                       | Canadà         |
| 1990 | The Lunch Date                                                             | Adam Davidson                                      | Estats Units   |
| 1991 | Z podniesionymi rekami                                                     | Mitko Panov                                        | Polònia        |
| 1992 | Omnibus                                                                    | Sam Karmann                                        | França         |
| 1993 | Coffee and Cigarettes III                                                  | Jim Jarmusch                                       | Estats Units   |
| 1994 | El Héroe                                                                   | Carlos Carrera                                     | Mèxic          |
| 1995 | Gagarin                                                                    | Alexij Kharitidi                                   | Rússia         |
| 1996 | Szél                                                                       | Marcell Iványi                                     | Hongria        |
| 1997 | ...Is It the Design on the Wrapper?                                        | Tessa Sheridan                                     | Regne Unit     |
| 1998 | L'Interview                                                                | Xavier Giannoli                                    | França         |
| 1999 | When the Day Breaks                                                        | Amanda Forbis i Wendy Tilby                        | Canadà         |
| 2000 | Anino                                                                      | Raymond Red                                        | Filipines      |
| 2001 | Bean Cake                                                                  | David Greenspan                                    | Estats Units   |
| 2002 | Eso utan                                                                   | Péter Mészáros                                     | Hongria        |
| 2003 | Cracker Bag                                                                | Glendyn Ivin                                       | Austràlia      |
| 2004 | Trafic                                                                     | Catalin Mitulescu                                  | Romania        |
| 2005 | Podorozhni                                                                 | Igor Strembitsky                                   | Ucraïna        |
| 2006 | Sniffer                                                                    | Bobbie Peers                                       | Noruega        |
| 2007 | Ver llover                                                                 | Elisa Miller                                       | Mèxic          |
| 2008 | Megatron                                                                   | Marian Crisan                                      | Romania        |
| 2009 | Arena                                                                      | João Salaviza                                      | Portugal       |
| 2010 | Chienne d'histoire                                                         | Serge Avédikian                                    | França         |
| 2011 | Cross                                                                      | Maryna Vroda                                       | Ucraïna França |
| 2012 | Sessiz-Be Deng                                                             | Rezan Yeşilbaş                                     | Turquia        |
| 2013 | Safe                                                                       | Moon Byoung-gon                                    | Corea del Sud  |
| 2014 | Leidi                                                                      | Simón Mesa Soto                                    | Colòmbia       |
| 2015 | Waves '98                                                                  | Ely Dagher                                         | Líban          |
| 2016 | Timecode                                                                   | Juanjo Giménez                                     | Espanya        |